# Cornel Dumitrescu
Cornel Dumitrescu (n. 11 august 1903, București, România – d. 24 iunie 1990, Tel Aviv, Israel) a fost un regizor și operator de film român.

## Filmografie

### Ca regizor
- O apasă fără voie (1927)
- Goguță cheferist (1929)
- Goguță la ștrand (1929)
- Poveste tristă (1939)
- Grădinile capitalei (1943)
- Argeșul voievodal (1943)
- Vulturașii (1943)
- Pădurea îndrăgostiților (1946)

### Ca operator
- Poveste tristă (1939)
- Pădurea îndrăgostiților (1946)